# Якути (Артукид)
Якути бен Альп-Ярук бен Артук (тур. Yäqüti b. Alp Yärüq b. Artuq) — представитель семьи Артукогуллары, внук известного сельджукского военачальника Артука и племянник Иль-Гази и Сукмана, двух тюркских противников крестоносцев. Якути захватил Мардин, чем положил начало бейлику Артукогулларов с центром в Мардине.

## Биография

Ближний восток в конце XI — начале XII веков.

Хронисты указывали различное происхождение этого Артукида. Ибн Шаддад называл его сыном Артука, Ибн аль-Асир — племянником Сукмана, сыном его сестры, Ибн аль-Азрак (1116/17—1176/77) назвал его Якути бен Альп-Ярук бен Артук, то есть, сыном Альп-Ярука сына Артука. К. Каэн назвал Якути сыном Иль-Гази, Лэн-Пуль назвал его братом Сукмана. По мнению Герхарда Вата и Кэрол Хилленбранд предпочтительным является мнение Ибн аль-Азрака, который происходил из Майяфарикина, владений Артукидов, и хорошо знал их.
Фатимиды, используя сложившуюся в регионе с началом крестового похода сложную обстановку, возобновили попытки захватить Палестину. В  июле 1098 года армия Фатимидов осадила Иерусалим. В это время Якути находился в городе вместе с Иль-Гази, Сукманом, их двоюродным братом Савингом (Севинк) и их семьями. В течение 40 дней Артукиды обороняли город, но они понимали, что помощи ждать не от кого. К тому же у их туркменских солдат с местным населением возник конфликт, в результате которого солдаты отказались сражаться. Артукиды вступили в переговоры с командовавшим войском Фатимидов визирем Аль-Афдалем, который согласился предоставить им и их семьям беспрепятственный выход. В  11 сентября 1098 года семья покинула Иерусалим и направилась в Дамаск, откуда Иль-Гази поехал к сыну Мелик-шаха, Мухаммеду Тапару в Ирак, а остальные осели в районе Эдессы. Сукман и Якути решили обосноваться в Амиде, где они имели прекрасные связи с туркменскими племенами.
В  1101 году сельджукский вали Мосула эмир Кербога вместе с Имадеддином Занги  (494/1101) напал на Амид, находившийся в руках Иналогуллары, и эмир города Ибрагим бен Инал обратился за помощью к дяде Якути, Сукману. Сукман пошел на помощь Ибрагиму вместе с Якути. Армия Артукидов потерпела поражение, в результате Сукман сбежал, а Якути был схвачен и заключен в замке в Мардине . Вдова Артука, бабка Якути, обратилась к Кербоге, с просьбой об освобождении внука. Кербога отпустил его, и Якути поселился в Дунайсире около Мардина. Несколько месяцев Якути со своим отрядом туркмен оказывал помощь правителю Мардина против курдов. Постепенно весь гарнизон Мардина оказался под его командованием. При распределении добычи он отдавал солдатам гарнизона большую часть, чем своим туркменам, и заработал их доверие, после чего его туркмены смогли захватить всех солдат Мардина. Он угрожал убить всех, если правитель города не сдаст ему город, одного заложника ему пришлось убить, чтобы ворота Мардина были ему открыты. Точное время этих событий неизвестны. Ибн-Шаддад называл  1094 год, который явно неверен: в это время Кербога все ещё был узником Тутуша в Хомсе, а Якути был представителем Сукмана в Иерусалиме. Так же Якути ещё не упоминался как «хозяин Мардина» в  1098, поэтому завоевать Мардин он мог не раньше  1098 года и не позже, чем в  1102 году, когда умер Кербога.
Мардин, столица Амида, был выгодно расположен на основном торговом пути. Ранее путь в Алеппо пролегал через Эль-Биру, Эдессу и Нисибин в Мосул. После захвата крестоносцами Эдессы торговый маршрут переместилось на маршрут  от Мардина через Рас-эль-Айн, Харран, а затем, через Сарудж, или аль-Биру, или Калат Наджм в Алеппо. Значение Мардина как торгового узла повысилось. Хорошо укреплённый и выгодно расположенный Мардин позволил Артукидам стать самыми могущественными князьями между Мосулом и Алеппо в период с XII по XIV века. Якути довольно успешно расширял своё княжество, однако в  1103 в попытке захватить Рас-эль-Айн у Джекермыша он погиб в битве. Его бабушка снова призвала Сукмана отомстить за его племянника и своего внука. Сукман захватил Рас-эль-Айн и осадил город Джекермыша, Нусайбин. Джекермышу удалось уговорить Сукмана отказаться от мести за крупный выкуп, его основной аргумент состоял в том, что Якути погиб в битве и неизвестно, чья рука его сразила. Место Якути в Мардине занял его брат, Али, которого К. Каэн считал сыном Якути.